# Sainte-Orse
 Sainte-Orse  (en occitano Senta Orsa) es una población y comuna francesa, situada en la región de Aquitania, departamento de Dordoña, en el distrito de Périgueux y cantón de Thenon.

## Demografía
| 527 | 486 | 460 | 404 | 372 | 358 |
| Para los censos de 1962 a 1999 la población legal corresponde a la población sin duplicidades (Fuente: INSEE [Consultar]) |     |     |     |     |     |